# Oleksandr Pjatnyzja

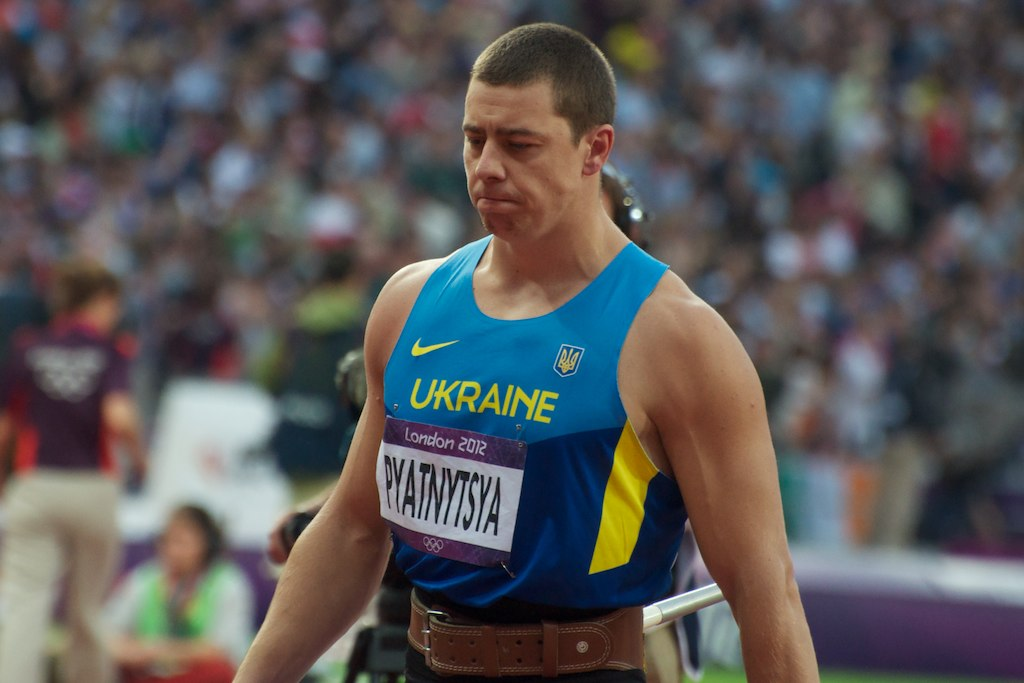
Oleksandr Pjatnyzja bei den Olympischen Spielen 2012

Oleksandr Serhijowytsch Pjatnyzja (ukrainisch Олександр Сергійович П'ятниця, engl. Transkription Oleksandr Pyatnytsya; * 14. Juli 1985 in Dnipropetrowsk) ist ein ukrainischer Speerwerfer.
2009 schied er bei den Leichtathletik-Weltmeisterschaften in Berlin in der Qualifikation aus. Bei den Leichtathletik-Europameisterschaften 2010 in Barcelona wurde er Vierter, und bei den Weltmeisterschaften 2011 in Daegu kam er abermals nicht über die Vorrunde hinaus.
2012 stellte er am 20. Mai in Kiew mit 86,12 m seinen persönlichen Rekord auf. Bei den Europameisterschaften in Helsinki wurde er Fünfter. Bei den Olympischen Spielen in London wurde er wegen nachgewiesenen Dopings im August 2016 nachträglich disqualifiziert.